# Worland
Worland è un centro abitato (city) degli Stati Uniti d'America, capoluogo della Contea di Washakie nello Stato del Wyoming. Nel censimento del 2000 la popolazione era di 5.250 abitanti.

## Geografia fisica
Secondo i rilevamenti dell'United States Census Bureau, la località di Worland si estende su una superficie di 10,8 km², di cui 10,6 occupati da terre e 0,2 da acqua.

## Popolazione
Secondo il censimento del 2010, c'erano 5.487 persone, 2.310 famiglie e 1.479 famiglie che vivevano in città. La densità di popolazione era di 1.203,3 abitanti per miglio quadrato (464,6/km2). C'erano 2.473 unità abitative con una densità media di 542,3 per miglio quadrato (209,4/km2). La composizione razziale della città era 89,9% bianchi, 0,3% afroamericani, 1,3% nativi americani, 0,6% asiatici, 5,3% di altre razze e 2,6% di due o più razze. Ispanici o latini di qualsiasi razza erano il 16,6% della popolazione.
C'erano 2.310 famiglie, di cui il 29,6% aveva figli di età inferiore ai 18 anni che vivevano con loro, il 49,7% erano coppie sposate che convivono, il 9,9% aveva una donna capofamiglia senza marito presente, il 4,5% aveva un capofamiglia maschio senza moglie presente, e il 36,0% non erano famiglie. Il 32,1% di tutte le famiglie era composto da individui e il 13,6% aveva qualcuno che viveva da solo di età pari o superiore a 65 anni. La dimensione media della famiglia era 2,34 e la dimensione media della famiglia era 2,95.
L'età media in città era di 39,8 anni. Il 25,2% dei residenti aveva meno di 18 anni; il 7% aveva un'età compresa tra i 18 ei 24 anni; il 23,5% aveva dai 25 ai 44 anni; il 26,5% aveva tra i 45 ei 64 anni; e il 17,8% aveva 65 anni o più. La composizione di genere della città era del 48,5% maschile e del 51,5% femminile.
Secondo il censimento del 2000, a Worland vivevano 5.250 persone, ed erano presenti 1.439 gruppi familiari. La densità di popolazione era di 492,0 ab./km². Nel territorio comunale si trovavano 2.334 unità edificate. Per quanto riguarda la composizione etnica degli abitanti, l'89,47% era bianco, lo 0,06% era afroamericano, lo 0,57% era nativo, lo 0,84% proveniva dall'Asia, il 6,72% apparteneva ad altre razze e il 2,34% a due o più. La popolazione di ogni razza ispanica corrispondeva al 13,49% degli abitanti.
Per quanto riguarda la suddivisione della popolazione in fasce d'età, il 26,2% era al di sotto dei 18, il 7,5% fra i 18 e i 24, il 25,3% fra i 25 e i 44, il 23,8% fra i 45 e i 64, mentre infine il 17,3% era al di sopra dei 65 anni di età. L'età media della popolazione era di 39 anni. Per ogni 100 donne maggiorenni residenti vivevano 91,3 uomini.